# Assembleia Metropolitana de Tóquio
A Assembleia Metropolitana de Tóquio (東京都議会, Tōkyō-to gikai) é o órgão que representa o poder legislativo da Metrópole de Tóquio. É um parlamento unicameral composto por 127 membros que são eleitos a cada quatro anos por Voto Único Intransferível em 42 distritos. 23 distritos eleitorais são as regiões especiais; dezoito são as cidades, vilas e aldeias que compõem a parte ocidental; e um distrito é composto pelas ilhas que são administradas por Tóquio (Ogasawara e Izu). A assembleia é responsável por discutir e aprovar as leis da Metrópole de Tóquio e o orçamento da Metrópole de Tóquio, além de analisar indicações feitas pelo governador.
Devido a natureza especial da Metrópole de Tóquio em comparação a outras prefeituras, a Assembleia Metropolitana de Tóquio possui poderes e responsabilidades que normalmente seriam dos parlamentos municipais. Isso ocorre com o objetivo de garantir a eficiência e unicidade da administração dos 23 distritos especiais que cobrem a área da antiga Cidade de Tóquio e abranger o núcleo urbano da Região Metropolitana de Tóquio.